# Neutor (Linz am Rhein)

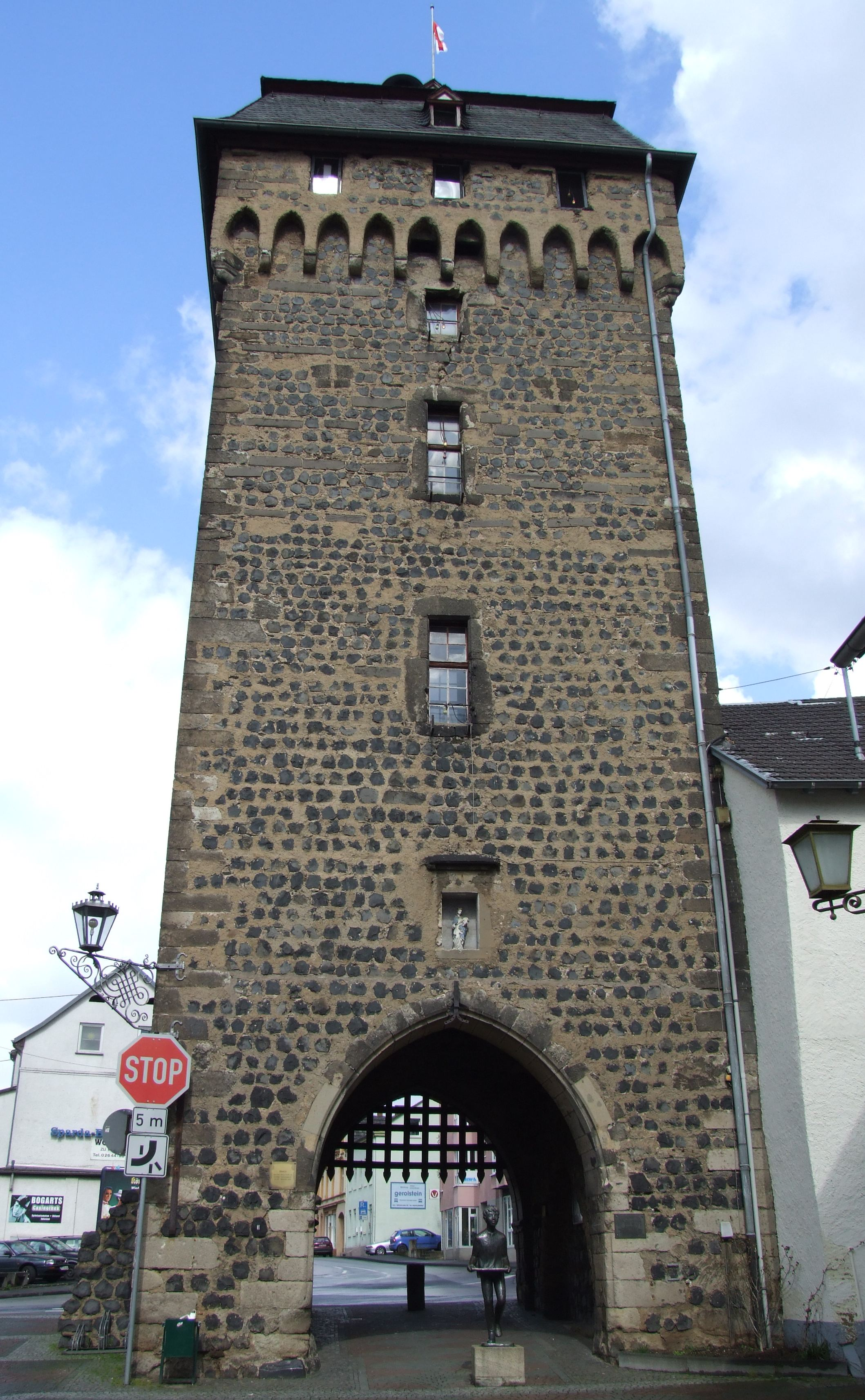
Neutor Linz am Rhein. Davor die Bronzeskulptur „Linzer Klapperjunge“ von 1987

Das Neutor ist ein Stadttorturm der Stadtbefestigung von Linz am Rhein. Erbaut wurde das mit 25 Metern höchste Gebäude der Stadt und das östlichste der Linzer Stadttore aus Basalt und Schieferbruchstein vermutlich nach dem großen Stadtbrand von 1391.
Das Tor ist im Gegensatz der restlichen Stadtbefestigung, die größtenteils 1861 abgerissen wurde, noch erhalten. Es befindet sich neben der Neustraße 42 und steht als Kulturdenkmal unter Denkmalschutz.
Koordinaten: 50° 34′ 5″ N, 7° 17′ 4,8″ O